# Anselm Kiefer
Pour les articles homonymes, voir Kiefer.
Anselm Kiefer, né le 8 mars 1945 à Donaueschingen, est un artiste plasticien contemporain allemand. Il vit et travaille en France à Barjac (Gard) et en région parisienne.
Établi en France depuis 1993, il est l’un des artistes allemands les plus célèbres des années 2000 et compte parmi les artistes vivants dont les œuvres atteignent les sommes les plus élevées.

## Biographie

### Jeunesse
Anselm Kiefer naît à Donaueschingen et grandit dans la région frontalière du lac de Constance et de la Forêt-Noire aux confins de la Suisse, de l'Allemagne et de la France, dont la culture l'influença plus particulièrement. Son père était officier dans la Wehrmacht.
En 1966, il passe trois semaines au couvent Sainte-Marie de La Tourette à Éveux où il fait l‘expérience de la vie religieuse des dominicains. Le couvent, construit entre 1953 et 1960 par Le Corbusier, lui fait découvrir « la spiritualité du béton. »

### Formation
Il étudie tout d'abord le droit, les langues et les littératures romanes, avant de s'orienter vers l'art en fréquentant, à partir de 1966, les académies de Fribourg-en-Brisgau et Karlsruhe.

### Carrière
En 1969, il se rend célèbre dans le milieu artistique en se prenant en photo, faisant le salut nazi dans de grandes villes d'Europe. Sa volonté est de réveiller les consciences en affirmant que le nazisme n'est pas mort et que le sujet reste occulté.

« Dans mes premières images, je voulais me poser la question à moi-même : est-ce que je suis fasciste ? C’est une question très grave. On ne peut pas y répondre rapidement. Ce serait trop facile. L’autorité, l’esprit de compétition, le sentiment de supériorité […], tout cela fait partie de ma personnalité comme de celle de n’importe qui. »

Il déclare également : « L'Histoire pour moi est un matériau comme le paysage ou la couleur. »   
À l'Académie des beaux-arts de Düsseldorf il entre en contact avec Joseph Beuys, lui montre ses œuvres et prend part à ses performances.
Dans les années 1980, il travaille à Buchen dans le Bade-Wurtemberg.
En 1987 et 1988, Anselm Kiefer fait connaître son travail aux États-Unis grâce à une série d'expositions à l'Art Institute of Chicago, au Philadelphia Museum of Art, au musée d'Art contemporain de Los Angeles et au Museum of Modern Art de New York. Il acquiert une ancienne briqueterie à Höpfingen, dans l'Odenwald, et la transforme en une installation à grande échelle.
En 1992, il vient habiter et travailler en France, dans un premier temps à Barjac dans le Gard, où il transforme une friche industrielle, une ancienne magnanerie, en un vaste espace de travail de 35 hectares, appelé « La Ribaute » puis, en 2009, à Croissy-Beaubourg en Seine-et-Marne où il a son atelier. Pour ce dernier site, Kiefer a acheté à La Samaritaine son entrepôt logistique d'une surface d'environ 35 000 m2 « afin d'y exercer son activité artistique et d'y entreposer ses œuvres monumentales ».
Pour l'année 2010, il est chargé de l'enseignement à la chaire de « création artistique » du Collège de France.
Depuis 2014, Kiefer accueille des artistes à son atelier de Barjac pour y réaliser des œuvres. Le premier invité était Wolfgang Laib, connu pour ses installations qui utilisent la cire d'abeille et le pollen, suivi par Laurie Anderson en 2018 et Valie Export en 2019.

### Réception critique
En 1980, l'historien d'art Werner Spies lui avait reproché de submerger le spectateur de références tudesques. Par la suite, Spies a formellement rétracté cette critique qu'il avait une fois formulée contre Kiefer. Selon lui, ce n'est qu'avec une telle surdose que l'art pouvait se remettre de la crise de l'absence de thème et trouver son renouvellement dans le concret historique.
Le plasticien belge Marcel Broodthaers, lui, se demande « Qui est ce fasciste qui croit être un antifasciste ? ». Pour le professeur émérite en littérature comparative, Andreas Huyssen (en) de l'université Columbia, les critiques qui ne font que répéter les propos du Maître, tel Rudi Fuchs (en) ou Donald Kuspit (en), sont des ventriloques dans le but de libérer et de désenvoûter l'Allemagne de son passé, reprenant ainsi la rhétorique nazie de la résurrection par la crémation.
Sa vision est post-moderne : la destruction est un commencement, l'histoire n'existe pas, est modelable par les autorités au pouvoir, « comme de l'argile. » Cédric Enjalbert souligne que l'artiste « déploie un large horizon philosophique » : il reprend ainsi l'idée du philosophe Heidegger, que le néant n'est pas l’inverse de l’existence mais lui appartient en soi ; de Caspar David Friedrich ou Schelling, la réflexion sur la valeur des ruines ; de Novalis, que la définition de l’art se défait lorsqu'elle s'énonce mais critique Einstein, de n'avoir pas trouvé de vision complète du monde ; de Merleau-Ponty, Sartre et Barthes, que la théorie de l’art se nourrit de contradictions fructueuses, tel « un fardeau informe, hideux, pour se renouveler », d’un « butin » volé à transformer ; du poète Paul Celan, l'opposition à Adorno, pour qui « écrire un poème après Auschwitz est barbare » ; de l’historien d’art Daniel Arasse, l'idée de « mémoire sans souvenir » tel un alchimiste réutilisant le plomb de la toiture de la cathédrale de Cologne, admirateur du kabbaliste de la Renaissance Robert Fludd.
Dans un article du Monde de décembre 2021, Philippe Dagen juge répétitive son exposition au Grand Palais éphémère et observe qu'en faisant figure d'artiste officiel de la République française, il risque d'être mal vu par la postérité.

### Prix et distinctions
- 1983 : prix Hans Thoma, prix d'état du land Bade-Wurtemberg, Allemagne[14]
- 1985 : Carnegie Prize, Carnegie Museum of Art, Pittsburgh (Pennsylvanie), États-Unis
- 1990 : prix Wolf en art, Jérusalem, Israël
- 1997 : prix international décerné par le jury des 47 à la Biennale de Venise
- 1999 : Praemium Imperiale, Japon
- 2004 : membre étranger honoraire de l'Académie américaine des arts et des sciences, Cambridge (Massachusetts), États-Unis[15]
- 2005 : officier de l'ordre du Mérite de la République fédérale d'Allemagne
- 2008 : prix de la paix des libraires allemands, Francfort-sur-le-Main, Allemagne
- 2009 : Prix de Gaulle-Adenauer (conjointement à Christian Boltanski), Paris[16]
- 2011 : médaille Leo Baeck, Leo Baeck Institute, New York, États-Unis
- 2017 : médaille J. Paul Getty (conjointement à Mario Vargas Llosa), J. Paul Getty Trust, Los Angeles, États-Unis
- 2019 : prix de la compréhension et de la tolérance, Musée Juif de Berlin, Allemagne[17]
- 2023 : Prix National allemand, Fondation nationale allemande[18]

## Œuvre

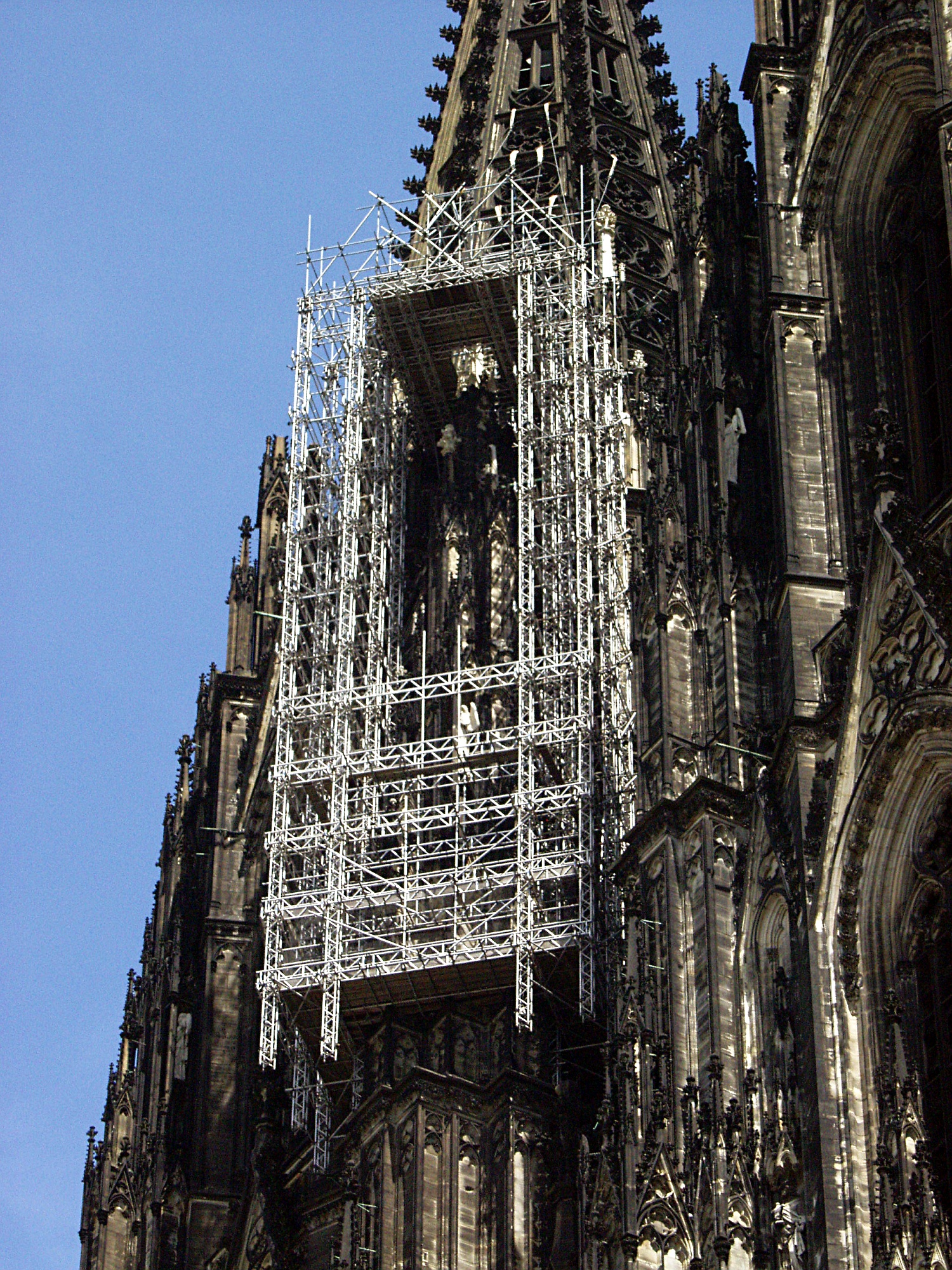
La cathédrale de Cologne lors des restaurations qui ont permis à Kiefer de récupérer les feuilles de plomb de la toiture.

Les toiles et, plus généralement, les œuvres d'Anselm Kiefer, saturées de matière (sable, terre, feuilles de plomb que Kiefer appelle « Livres », suie, salive, craie, cheveux, cendre, matériaux de ruine et de rebut), évoquent la catastrophe et les destructions de la Seconde Guerre mondiale, en particulier la Shoah. Le choix des matières exprime également sa sensibilité à la couleur : « Plus vous restez devant mes tableaux, plus vous découvrez les couleurs. Au premier coup d'œil, on a l'impression que mes tableaux sont gris mais en faisant plus attention, on remarque que je travaille avec la matière qui apporte la couleur. » L'esprit qui se trouve dans la matière a également son importance. La suie, par exemple, est la résultante d'une matière initiale différente qui a subi, grâce au feu, de nombreuses transformations. La suie est donc l'étape finale et définitive d'une autre matière.
Dans certaines toiles, l'artiste superpose à cette représentation du désastre un symbole de l'art ou du génie : ainsi dans Icarus, les sables du Brandebourg (1981), c'est la forme d'une aile peinte à l'huile.
Convaincu de la nécessité de revisiter l'identité allemande de l'après-guerre, sans la renier — « Ma biographie est la biographie de l'Allemagne » —, Kiefer questionne ses grands récits (notamment La Chanson des Nibelungen et Parsifal), ses événements historiques fondateurs (comme la bataille d'Arminius ou le tombeau d'Alaric Ier), ses grandes figures philosophiques et littéraires, ainsi que l'exploitation qui en fut faite par le nazisme.

« Pour se connaître soi, il faut connaître son peuple, son histoire… j'ai donc plongé dans l'Histoire, réveillé la mémoire, non pour changer la politique, mais pour me changer moi, et puisé dans les mythes pour exprimer mon émotion. C'était une réalité trop lourde pour être réelle, il fallait passer par le mythe pour la restituer. »

La poésie est une autre de ses sources d'inspiration majeures, qu'il utilise autant en référence qu'en matériau même de ses créations plastiques, en inscrivant fréquemment des fragments de textes à même la surface de la toile ou de la sculpture.
Depuis les années 1990, il a dédié plusieurs séries d'œuvres aux poètes Paul Celan, Ingeborg Bachmann et Velimir Khlebnikov, trois auteurs ayant entrepris de dresser le langage contre l'oubli et la barbarie. Il est également très influencé par le mysticisme de Robert Fludd et les écrits de la Kabbale.
Ses œuvres font partie des collections des plus grands musées du monde. Le 24 octobre 2007, trois de ses œuvres (Athanor, une peinture de 11 mètres de haut, Danaë et Hortus conclusus, deux sculptures) entrent dans les collections pérennes du musée du Louvre, une première pour l'institution depuis 1954,.
Kiefer a inauguré le programme Monumenta du Grand Palais, à Paris, en 2007, avec un travail qui rend hommage notamment aux poètes Paul Celan et Ingeborg Bachmann, mais aussi à Céline.
La Royal Academy of Arts de Londres a consacré une large rétrospective à son travail en 2014 , tout comme l’année suivante le Centre Pompidou ainsi que la Bibliothèque nationale de France.
En 2017 à l'occasion du centenaire de la mort d‘Auguste Rodin, le Musée Rodin à Paris et la Barnes Foundation à Philadelphie présentent l’exposition Kiefer – Rodin . Pour ce projet, l’artiste crée des livres, des vitrines et des peintures inspirés de l’œuvre d’Auguste Rodin.
À partir de 2018, pour l'entrée au Panthéon de Paris (11 novembre 2020) de la dépouille de l'écrivain français Maurice Genevoix, également ancien combattant de la Première Guerre mondiale, il exécute une commande du président de la République française Emmanuel Macron en vue d'y introduire plusieurs installations accompagnant l'événement. Elles ne sont pas destinées à rester dans ce lieu, tout en restant néanmoins pérennes.

### Les «maisons»
Depuis 1993, Anselm Kiefer conçoit des environnements qui mêlent constructions, sculptures, tableaux, et des projets monumentaux. Ces sculptures monumentales en forme de tours ou de « maisons », ainsi qu'il les appelle, sont des espaces dédiés à la présentation de peintures et de sculptures.
Sensible au cadre de présentation de sa peinture, il refuse qu'elle soit présente dans les foires. Il conçoit donc des bâtiments autour d'ensembles d'œuvres, les collectionneurs acquérant ainsi l'ensemble. Ces « maisons » ont généralement la forme de pavillons formellement sobres, dont l'extérieur est couvert de tôle ondulée et l'intérieur présente des murs blancs semblables aux cimaises des musées.

### Am Anfang, l'«opéra colossal»
En 2009, à l'occasion des célébrations des vingt ans de l'opéra Bastille et du départ de Gerard Mortier de la direction, l'institution commande à Kiefer la conception d'un spectacle musical avec récitant, intitulé Am Anfang (Au commencement), où il réalise la fusion de divers arts, la mise en scène, les décors et les costumes sur des textes bibliques de l'Ancien Testament et une vision post-apocalyptique du monde.

### Kiefer et la Kabbale
Kiefer présente en 2000, dans la chapelle de l’hôpital de la Salpêtrière, une exposition intitulée Chevirat haKelim, d’après les concepts fondamentaux de la kabbale lourianique. Il s’agit de cinq toiles, dont chacune se réfère à une étape de la création du monde, selon Isaac Louria ; ces toiles portent des titres évoquant les concepts lourianiques : Tsimtsoum, Emanation, Sefirot, etc.
Depuis les années 1990, l’influence de la Kabbale ne cesse de s’affirmer chez Kiefer. En 2013, il présente une œuvre, Alkahest, à la fondation Maeght, dans le cadre de l'exposition « Les Aventures de la vérité. Peinture et philosophie : un récit », organisée par Bernard-Henri Lévy. « Ce n’est plus à Dieu que Kiefer fait concurrence, c’est à la géologie. Mais la géologie en acte. Mais la géologie en mouvement », observe Lévy. « Le peintre-géologue fait concurrence aussi, dans le même temps et la même toile, aux alchimistes, c’est-à-dire à des gens qui, avec leurs formules sacrées, leurs cornues et les balances où ils dosent le sel et le sulfure, les éléments et les contre-éléments, et, de là, les formes et les antiformes, ont fait eux-mêmes concurrence, pendant le Moyen Âge en général, et le Moyen Âge juif en particulier, au Dieu qui mène toutes choses, au Dieu qui les métamorphose et, quand il le faut, les ressuscite. »
Catherine Strasser et Moshé Idel ont consacré chacun un ouvrage aux rapports de Kiefer et de la Kabbale.

### Sélection d’œuvres
- 1973 : Parsifal, série d'œuvres sur papier.
- 1976 : Varus, huile sur toile, 200 × 270 cm, Eindhoven, Stedeljik van Abbemuseum[34]
- 1980 : Grane, peinture sur bois, Museum of Modern Art.
- 1983 : Des Malers Atelier, peinture et collage sur toile (281 × 281 cm), Musée d'art Goulandrís, Athènes[35].
- 1986 : Le Chemin de fer, peinture sur bois.
- 1988 : Melancholia, cendres sur photo sur plomb dans un cadre vitré en acier (170 × 230 cm).
- 1989 : Lot's Wife , Cleveland Museum of Art.
- 1989 : Angel of History, sculpture en plomb et autres matériaux, National Gallery of Art.
- 1990 : Zim Zum, peinture et collages sur toile, National Gallery of Art.
- 1995 : Les Reines de France, série de tableaux grand format.
- 1997 : Les Ordres de la nuit, au Musée Guggenheim de Bilbao.
- 1998 : Sternenfall, tableaux grands formats.
- 1999 : Frauen der Antike, série de sculptures de robes de mariée.
- 2007 : Athanor, peinture dans les collections permanentes du Musée du Louvre.
- 2009 : Étroits sont les vaisseaux, au MASS MoCA, Am Anfang (Au commencement), commande de l'opéra Bastille en collaboration avec le compositeur Jörg Widmann.
- 2013 : Alkahest, peinture et collage sur toile, grand format, dans le cadre de l'exposition « Les Aventures de la vérité. Peinture et philosophie : un récit », organisée par Bernard-Henri Lévy à la fondation Maeght.

## Principales expositions individuelles

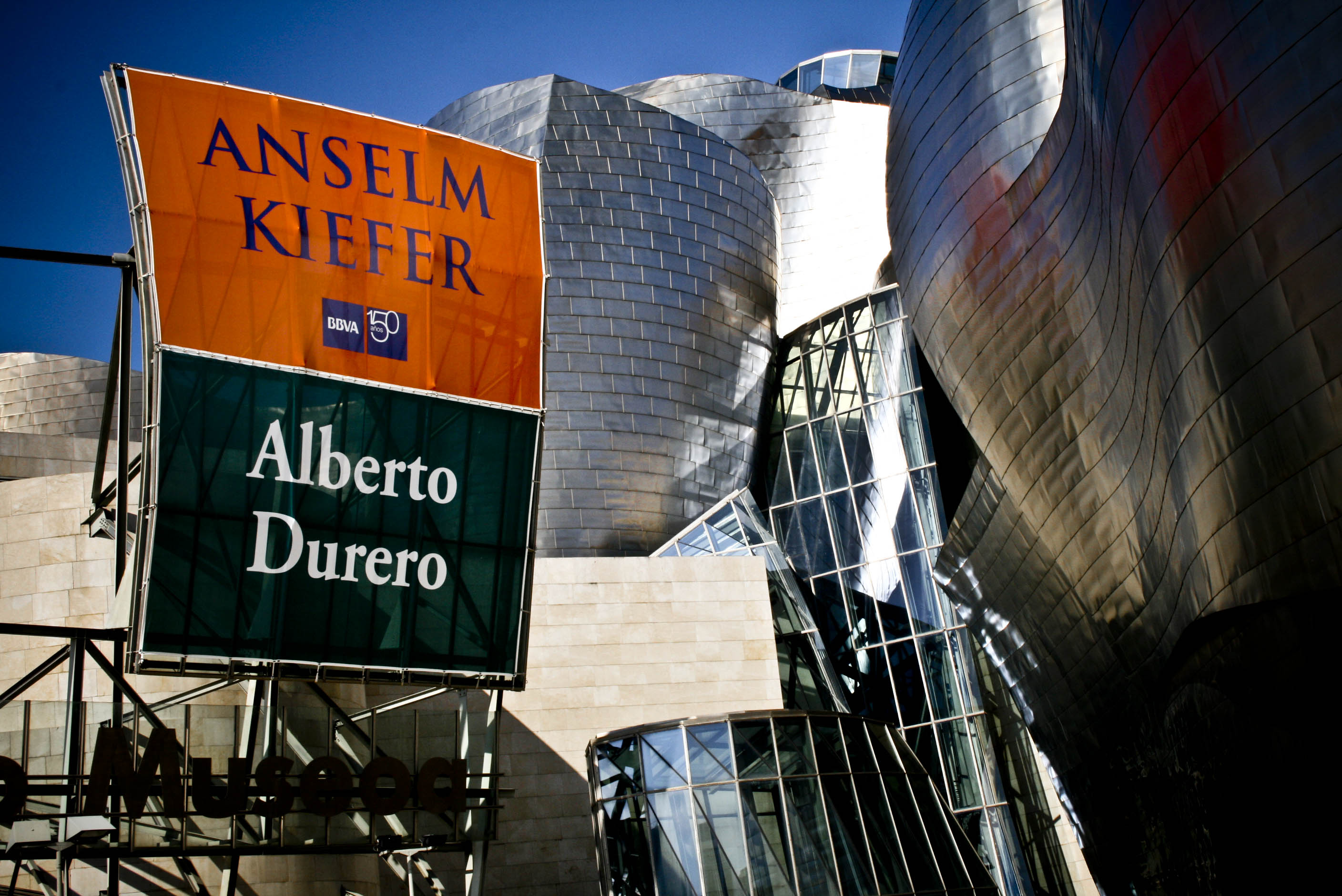
L'exposition Kiefer au musée Guggenheim de Bilbao en 2007.

- 1978 : « Bilder und Bücher » (« Images et livres »), musée des beaux-arts de Berne.
- 1980 : Artiste invité du pavillon de la République fédérale d'Allemagne, 39e Biennale de Venise.
- 1984 : Musée d'art moderne de la ville de Paris et Centre d'arts plastiques contemporains de Bordeaux.
- 1987 : musées d'art moderne et contemporain de Chicago, Philadelphie, Los Angeles et MoMA de New York.
- 1991 : Rétrospective à la Neue Nationalgalerie de Berlin.
- 1993 : « Melancholia », exposition itinérante au Japon (Tokyo, Kyoto, Hiroshima).
- 1996 : « Cette obscure clarté qui tombe des étoiles », galerie Yvon Lambert, Paris.
- 1998 : « Œuvres sur papier », MoMA, New York.
- 1999 : « Die Frauen der Antike » (« Les Femmes de l'Antiquité »), galerie Yvon Lambert, Paris.
- 2000 : « Chevirat Ha-Kelim », chapelle Saint-Louis de la Salpêtrière, Paris.
- 2006 : « Anselm Kiefer ciel-terre », musée d'art contemporain de Montréal.
- 2007 : « Anselm Kiefer », musée Guggenheim de Bilbao.
- 2007 : « Chute d'étoiles » (« Sternenfall »), ouverture des cycles Monumenta, Grand Palais, Paris.
- 2010 : « Anselm Kiefer. Unfruchtbare Landschaften », galerie Yvon Lambert, Paris
- 2011 : Œuvres choisies dans la collection Grothe, musée Frieder Burda, Baden-Baden, Allemagne.
- 2012 : « Die Ungeborenen » (« Les Non-nés »), galerie Thaddeus Ropac, Pantin/Paris.
- 2014 : rétrospective à la Royal Academy of Arts, Londres[36].
- 2015-2016 : « Anselm Kiefer, l’alchimie du livre[37] », Bibliothèque nationale de France
- 2015-2016 : « Anselm Kiefer », Centre Georges Pompidou[38], Paris.
- 2017-2018 : « provocations : Anselm Kiefer » at The Met Breuer (en), New York.
- 2019 : « Anselm Kiefer à La Tourette », couvent Sainte-Marie de La Tourette, Biennale d'Art contemporain de Lyon[39]
- 2021–2022 : « Pour Paul Celan », Grand Palais éphémère, Paris[40]

## Vie personnelle
Anselm Kiefer a quitté sa première femme et ses enfants en Allemagne pour s'installer à Barjac en 1992. À partir de 2008, il vit à Paris, dans une grande maison du quartier du Marais, avec sa seconde femme, la photographe autrichienne Renate Graf, et leurs deux enfants. Kiefer et Graf ont divorcé en 2014.
En 2017, Anselm Kiefer est classé parmi les 1 001 personnes et familles les plus riches d'Allemagne par la publication mensuelle économique Manager Magazin.